# رزبارتسی
رزبارتسی (به بلغاری: Rezbartsi) یک منطقهٔ مسکونی در بلغارستان است که در شهرستان کاردژالی واقع شده‌است.